# Inna

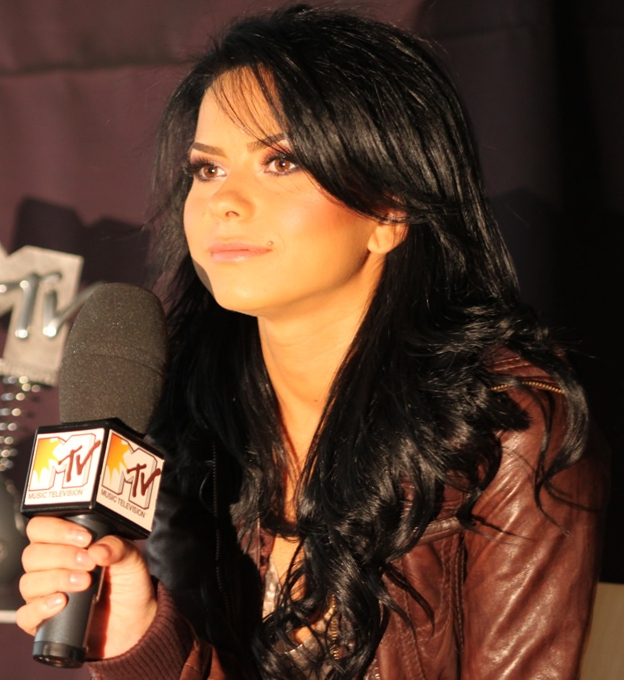
Inna under intervju med MTV Europe (2009).

Elena Alexandra Apostoleanu, mest känd som Inna, född 16 oktober 1986, är en rumänsk sångare och låtskrivare inom genrerna dance och house. Hon började samarbeta med produktionsteamet Play & Win, som producerade hennes debutalbum och hit, Hot. Hon har även blivit populär i Sverige med albumet "Hot" som slog igenom år 2009. 
Låten Hot blev etta i radiotopplistan i 10 länder.
Från hennes debutalbum, Hot, har hon även lanserat fyra singlar, 10 minutes, Love, Déjà Vu, Amazing, låtarna fick ledande positioner i olika topplistor i Europa.
Den 15 april 2009 undertecknade Inna ett kontrakt med ett av USA:s största skivbolag Ultra Records, senare vann sångerskan fyra troféer på prisgalan Romanian Music Awards 2009. April 2009 har låten Hot blivit nominerad som bästa internationella låten i prisutdelningsceremonin Eska.
Hösten 2009 blev Inna nominerad som bästa rumänska sångerska på MTV Europe Music Awards och fick en trofé med sig.
2011 lanserade Inna albumet I Am The Club Rocker och turnerade i flera europeiska länder och i Mexiko.

## Diskografi

### Album
- 2009 - Hot
- 2011 - I Am the Club Rocker
- 2013 - Party Never Ends
- 2015 - Inna

### Singlar
- 2009 – Hot
- 2009 – Love
- 2009 – Déjà Vu
- 2009 – Amazing
- 2010 – 10 Minutes
- 2010 – Sun Is Up
- 2011 – Club Rocker
- 2011 – Un Momento
- 2011 – Endless
- 2012 – Caliente
- 2012 – Tu Si Eu
- 2012 – Crazy Sexy Wild
- 2013 – We Like To Party
- 2013 – INNdiA
- 2013 – More than Friends
- 2013 – Be My Lover
- 2013 – In Your Eyes
- 2014 – Cola Song
- 2014 – Diggy Town
- 2015 – Bop Bop
- 2015 – Yalia
- 2016 – Rendex-Vous
- 2016 – Heaven
- 2017 – Gimme Gimme
- 2017 – Ruleta